# Saimiri oerstedii

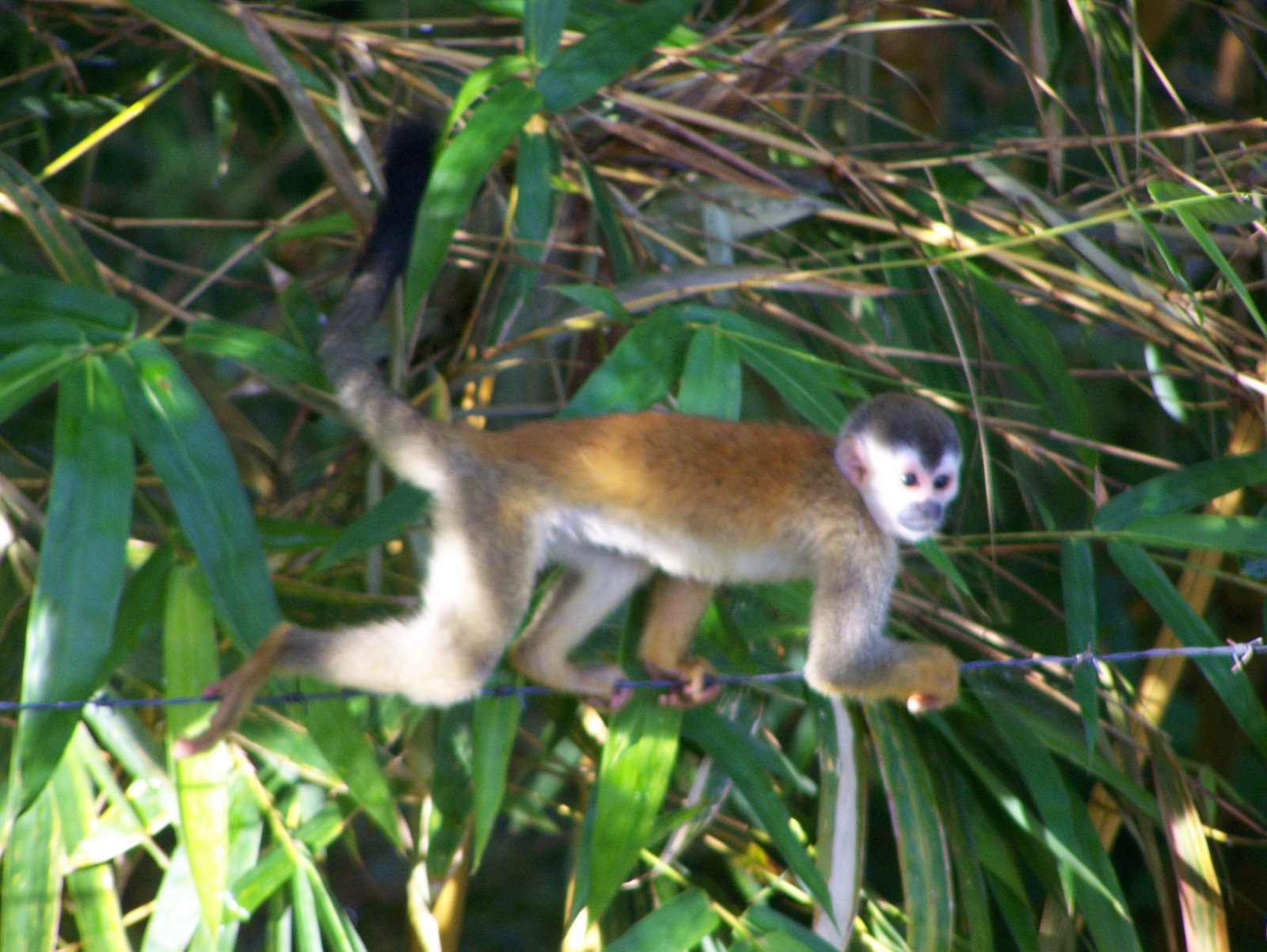
Mono ardilla trepado en un árbol.

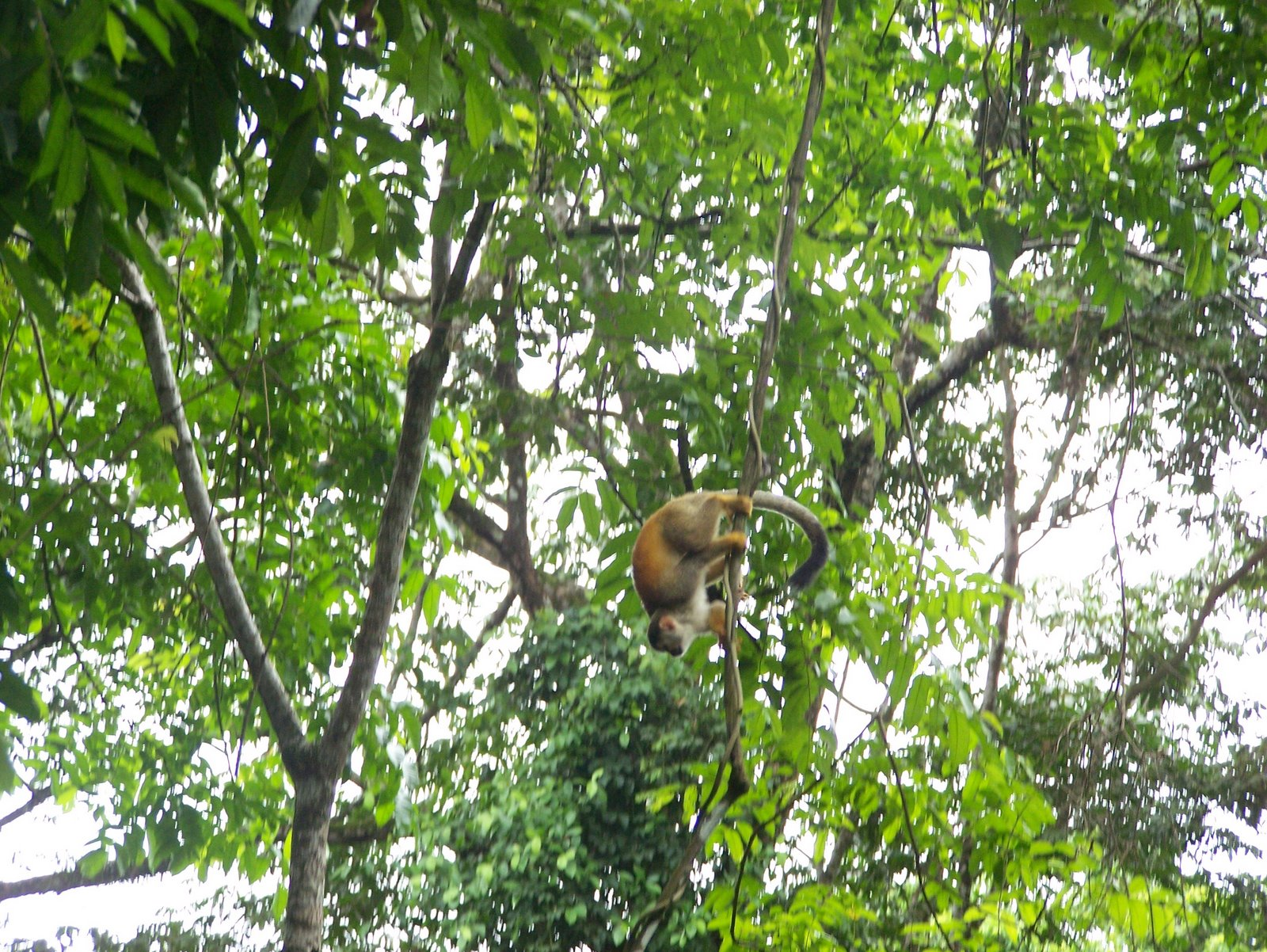
Un mono ardilla en Costa Rica.

El mono ardilla de América Central, barizo dorsirrojo o saimiri dorsirrojo (Saimiri oerstedii) es un primate de la familia Cebidae.También se llama el mono de espalda roja por su cabello rojo dorado en la espalda. Son los miembros en mayor peligro de extinción de las otras familias de monos ardillas

## Distribución y hábitat
Con dos subespecies llamadas Saimiri oerstedii oersted y Saimiri oerstedii citrinellus que viven en dos poblaciones geográficamente separadas en las costas del Pacífico de Costa Rica y Panamá,por debajo de los 500 m s. n. m. Prefiere el bosque secundario.

## Descripción
La longitud del cuerpo con la cabeza alcanza entre 26 y 33 cm, la cola entre 36 y 39 cm. Pesa entre 0,5 y 1,1 kg. La hembra es más pequeña que el macho. La cara tiene una máscara blanca, las orejas y el pecho son blancuzcos, en contrastante con el hocico, ojos y la corona, que son de color negro; los hombros son de color pardo a gris amarillento, la espalda es de  color castaño rojizo a anaranjado y las patas de color gris, con las manos y patas anaranjadas; el  vientre es blanquecino a color crema; mientras los flancos y la cola son de color amarillento; los muslos y la base de la cola son de color marrón amarillento a pardo olváceo y la punta de la cola es negruzca.

## Hábitos

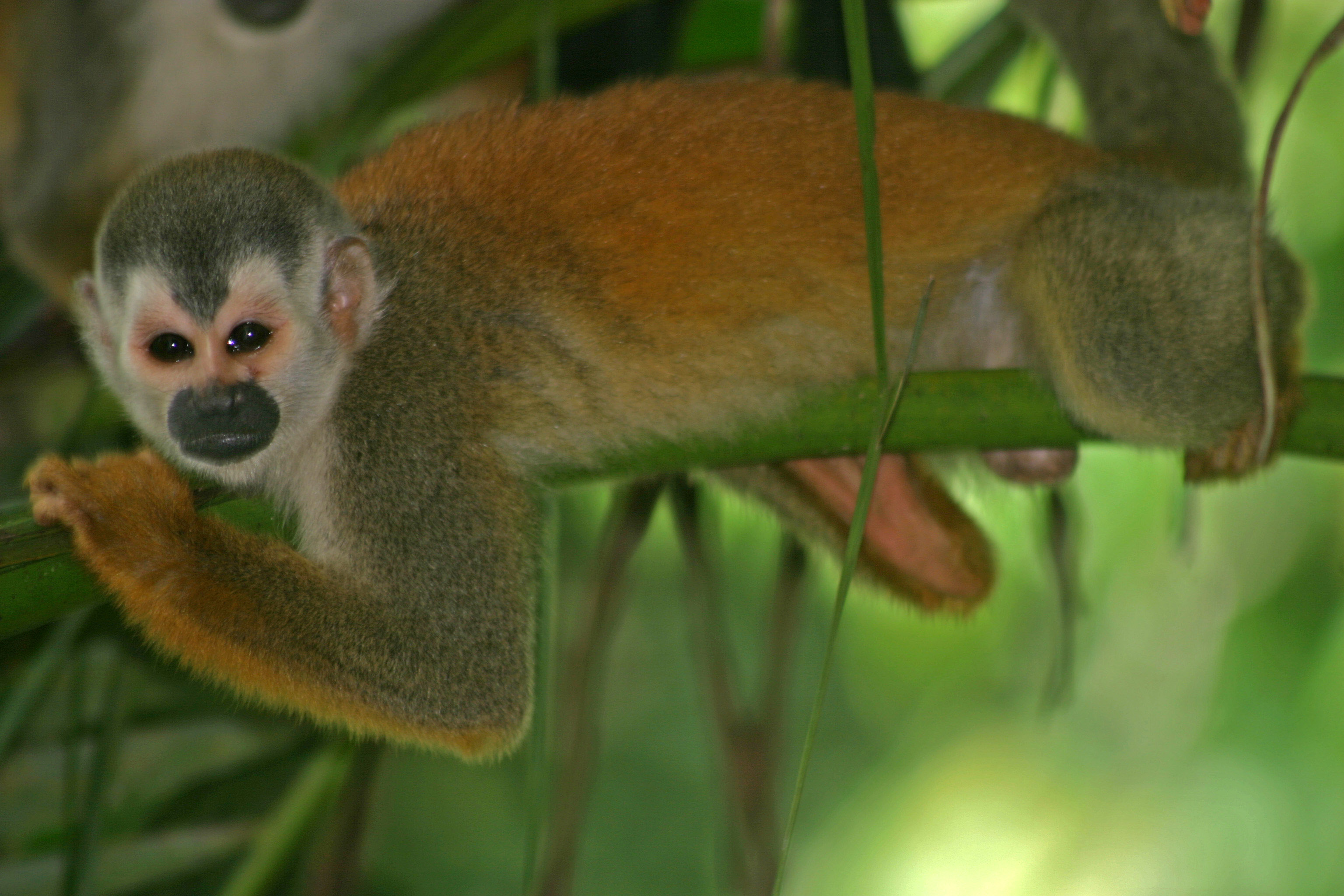
Saimiri oerstedii

Se trata de animales diurnos y arbóreos viven en grupos de 12 a 66 individuos, que se desplazan en una zona de 0,2 km2 en 5 km en un día. Por esta razón son diferentes que los otros monos ardillas porque viven en grupos más pequeños. Usualmente las otras familias de monos ardillas viven en grupos de casi 300 miembros en comparación. En las familias de monos ardillas de América Central, las madres cuidan a sus crías y a veces ayudan con las de otras madres del grupo.
A causa del hábitat de otras especies y la constante distancia entre otras especies de monos ardilla han sido dos teorías, según la primera, los hombres los introdujeron en tiempos prehistóricos y posteriormente evolucionaron por su cuenta. Un estudio genético de 2000 rechazó esta hipótesis.
La más acreditada teoría es que los antepasados de estos animales vivían en la actual Colombia entre el Mioceno y el Plioceno y desde allí se trasladaron a Centroamérica por el istmo de Panamá junto con otras especies. La dispersión pudo haber sido promovida por fluctuaciones climáticas.
La dieta es basada en insectos, arañas y pequeños vertebrados, pero también consume frutos, flores y néctar.
Debido a la extrema rareza de este animal no se sabe mucho de su reproducción; se cree que nace de una sola cría y su gestación de 7 meses. Los apareamientos ocurren en enero y los nacimientos en agosto; la crianza se extiende hasta octubre.